# Pascoal Moreira Cabral
Pascoal Moreira Cabral Leme (Vila de Sorocaba, 1654 — Cuiabá, 1724) foi um bandeirante paulista.

## Família
Filho do coronel Pascoal Moreira Cabral e Mariana Leme, seu pai dedicava-se aos trabalhos mineralógicos de ferro no morro de Araçoiaba, com Afonso Sardinha, que começara ainda no século XVI. No final do século XIX tornaria a Real Fábrica de Ferro São João do Ipanema.

## Contexto histórico
Desde muito jovem dedicou-se ao sertanismo e suas andanças concentrava-se no território sul e sudoeste da Capitania de São Vicente que em 1709, comprada pela coroa portuguesa, faria parte da Capitania de São Paulo. Em 1682 foi a primeira vez que o sertanista adentrou em território sul-mato-grossense, na região de Miranda, atual Mato Grosso do Sul, em uma expedição que duraria cerca de três anos em operações contra índios. 
Em 1692, casou-se na Vila de Itu, Capitania de São Vicente, com Isabel de Siqueira Cortes, filha de Manuel de Siqueira Cortes e Ana Moreira de Alvarenga.  Em 1699, antes de retornar para a região centro-oeste, faz parte de uma bandeira para a região de Curitiba com os bandeirantes Salvador Jorge Velho, Manuel Correia Lopes, Miguel Sutil de Oliveira e outros.
Em 1718, Pascoal Moreira Cabral organiza uma expedição e retorna a região centro-oeste, dessa vez no Mato Grosso em busca de índios coxiponés.  A chegada se deu pelo Rio Coxipó-Mirim, mais conhecido por Rio Coxipó, encontra uma aldeia de índios já destruída. Pascoal Moreira Cabral fazendo pouso logo acima encontra ouro em granetes cravados pelos barrancos, alterando assim o objetivo da expedição.  Deixou sua bagagem e subiu rio acima numa localidade chamada Aldeia Velha, onde o rio Coxipó Mirim deságua no rio Cuiabá, formando a figura de uma forquilha, na qual deu origem ao nome de Arraial da Forquilha, onde deu início a mineração.
No final deste mesmo ano, não tardou que o arraial erguido por Pascoal Moreira Cabral viesse a receber outras bandeiras, entre elas a de Fernando Dias Falcão, com cento e trinta homens para realizar trabalhos de mineração. Decidiram formar um grupo de homens para comunicar ao governador da Capitania de São Paulo sobre o ouro. Foi designado o capitão Antonio Antunes Maciel, entre eles Fernando Dias Falcão e outros.  Enquanto isso para garantir a posse de Portugal, ou seja, da Capitania de São Paulo sobre as minas recém descobertas que, de acordo com o Tratado de Tordesilhas, eram de domínio espanhol, o sertanista Pascoal Moreira Cabral fez uma junta em 8 de abril de 1719, que entraria para a história através da ata da fundação de Cuiabá, que relatava a fundação, por Cabral, do arraial de Cuiabá e ao mesmo tempo dava amplos poderes a Cabral, investido das funções de guarda-mor das minas, com amplos poderes até a resolução do governador, a ata foi assinada por cerca de vinte bandeirantes presentes.

## Últimos anos
A chegada a São Paulo e o regresso de Fernando Dias Falcão ao arraial demorou vários meses já que a viagem era longa e dura, feita totalmente por rios. Fernando Dias Falcão trouxe vários homens, brancos e negros, de várias profissões, muito alimento e equipamentos de guerra e pessoas que ambicionassem acompanhá-lo naquela monção. Trouxe também uma noticia que veio a desagradar Pascoal Moreira Cabral. O governador e vários bandeirantes decidiram que o posto de Pascoal Moreira Cabral de guarda-mor seria apenas tão somente dos descobrimentos que fizera, dando o poder a Fernando Dias Falcão como guarda-mor regente das minas de ouro de Cuiabá.  Pelo descontentamento, Pascoal Moreira Cabral chegou a mandar carta ao Rei de Portugal em 1722 solicitando que fosse o capitão-mor regente das minas de Cuiabá. Sem sucesso devido a sua idade avançada, amargurado pela decisão, veio a falecer em 10 de novembro de 1724 com setenta anos de idade, sendo sepultado na igreja matriz de Cuiabá, enquanto outros historiadores informam que Pascoal Moreira Cabral provavelmente falecera no ano de 1730, aos setenta e seis anos.